# 예위안즈
예위안즈(중국어 정체자: 葉元之, 병음: Yè Yuánzhī, 한자음: 엽원지, 1974년 12월 28일~)는 중화민국의 정치인으로, 2024년 신베이시 제7선거구 입법위원으로 당선되었다.